# لورنس ألكسندر (كرة سلة)
لورنس ألكسندر (بالإنجليزية: Lawrence Alexander)‏ مواليد 22 أكتوبر 1991 في بيوريا، هو لاعب كرة سلة أمريكي. بدأ مسيرته الاحترافية في سنة 2015. يلعب كلاعب هجوم خلفي. يحمل الرقم 12. يبلغ طوله 6 قدم 2 بوصة (1.9 م). لعب مع بي جي غوتنغن في الدوري الألماني لكرة السلة ونادي هورسينس لكرة السلة في الدوري الدنماركي لكرة السلة.

## روابط خارجية
- لورنس ألكسندر على موقع كرة السلة الأوروبية.كوم (الإنجليزية)
- لورنس ألكسندر على موقع كلية كرة السلة في سبورتس رفرنس.كوم (الإنجليزية)
- لورنس ألكسندر على موقع ريلجم (الإنجليزية)
- لورنس ألكسندر على موقع بروبوليرز (الإنجليزية)